# Cyrille VI Tanas
 (mai 2017).
Si vous disposez d'ouvrages ou d'articles de référence ou si vous connaissez des sites web de qualité traitant du thème abordé ici, merci de compléter l'article en donnant les références utiles à sa vérifiabilité et en les liant à la section « Notes et références ».
Pour les articles homonymes, voir Cyrille VI.
Cyrille VI Tanas (1680-1760), également appelé Cyrille VI d'Antioche, né Séraphin Tanas, est le premier patriarche grec-catholique d'Antioche de 1724 à 1759. 
Neveu d'Efthymios Saïfi, métropolite de Tyr et de Sidon, Séraphin Tanas fit ses études au collège de la Propagande, à Rome, de 1708 à 1710.
À la mort du patriarche Athanase IV Dabbas en 1724, Séraphin fut élu patriarche par le clergé et les notables de Damas et prit le nom de Cyrille VI. Il reconnut l'autorité du pape et rompit les liens avec Constantinople.
Le Saint-Synode, réuni à Constantinople, élut Sylvestre de Chypre patriarche d'Antioche et le consacra le 27 septembre 1724.
Dès lors se constitua pour le patriarcat d'Antioche une double hiérarchie, orthodoxe et grecque-catholique.  
Cyrille VI ne fut pas reconnu par le sultan Ahmed III (1703-1730); il ne put se maintenir que quelques mois à Damas puis se réfugia au monastère de Saint-Sauveur au Liban.
Il essaya en vain d'obtenir la fusion des deux Ordres basiliens, salvatorien et choueirite.
Sur sa demande, le Pape Benoît XIV lui adressa, le 24 décembre 1743, une lettre apostolique Demandatam coelitus humilitati nostrae afin de protéger et maintenir intègre le rite byzantin au sein de l'Église grecque-melkite catholique.
Il reçut le pallium en 1744.